# El inocente
El Inocente (Brasil - Portugal: O Inocente) é uma minissérie de suspense espanhola dirigida por Oriol Paulo e baseada no romance de mesmo nome de Harlan Coben. A minissérie é estrelada por Mario Casas, Alexandra Jiménez, Aura Garrido e José Coronado. A data de estreia do programa na Netflix foi no dia 30 de abril de 2021.  

## Premissa
9 anos após se envolver em uma briga e acidentalmente acabar matando um homem, Mateo (Mario Casas) tenta recomeçar com sua esposa Olivia (Aura Garrido). Porém, eles são surpreendidos pelo desenrolar dos acontecimentos que acabam destruindo-os novamente.

## Elenco
- Mario Casas como Mateo Vidal
- Alexandra Jiménez como Lorena Ortiz
- Aura Garrido como Olivia Costa
- José Coronado como Teo Aguilar
- Martina Guzmán como Kimmy Dale
- Juana Acosta como Emma
- Gonzalo de Castro como Jaime
- Ana Wagener como Sonia
- Miki Esparbé como Aníbal
- Xavi Sáez como Sáez
- Anna Alarcón como Zoe
- Susi Sánchez como Hermana Irene

## Histórico, produção e lançamento
The Innocent é um dos 14 romances de Harlan Coben a serem transformados em uma série da Netflix, após a assinatura de um acordo de Coben com a empresa em agosto de 2018. Foi anunciado pela Netflix em novembro de 2019, e a produção começou em setembro de 2020. Composta por 8 episódios,  a série é produzida pela Sospecha Films e Think Studio. Oriol Paulo, Jordi Vallejo e Guillem Clua escreveram o roteiro. Oriol Paulo, Sandra Hermida, Jesús de la Vega, Eneko Lizarraga, Belén Atienza, Laura Rubirola e Harlan Coben recebem os como produtores executivos.  Em grande parte ambientada em Barcelona, a série foi filmada em diferentes locais da Catalunha . O cenário secundário em Marbella foi recriado no Maresme ( Sant Pol de Mar ) e Lloret de Mar. O trailer foi lançado em 5 de março de 2021, e a data de estreia foi dia 30 de Abril de 2021.